# Springerichthys bapturus
Springerichthys bapturus är en fiskart som först beskrevs av Jordan och John Otterbein Snyder 1902.  Springerichthys bapturus ingår i släktet Springerichthys och familjen Tripterygiidae. Inga underarter finns listade i Catalogue of Life.